# Stina Blackstenius
Emma Stina Blackstenius (* 5. Februar 1996 in Vadstena) ist eine schwedische Fußballspielerin, die seit 2022 für den FC Arsenal spielt.

## Karriere

### Vereine
Blackstenius stand seit der Saison 2013 beim Erstligisten Linköpings FC unter Vertrag und erzielte in ihrer Premierensaison in Schwedens höchster Spielklasse acht Tore in 20 Ligaspielen. Als Dritter der Meisterschaft hatten sie zwar eigentlich die UEFA Women’s Champions League 2014/15 verpasst, da der Vizemeister Tyresö FF in finanzielle Schwierigkeiten geraten war, konnte Linköping dennoch in der Champions League starten. Im Oktober 2014 kam Blackstenius so im Sechzehntelfinale gegen die Liverpool FC Women zu ihren ersten Einsätzen im europäischen Vereinswettbewerb. Nach einer 1:2-Auswärtsniederlage konnte durch einen 3:0-Heimsieg das Achtelfinale erreicht werden. Dabei spielte sie in Liverpool über 90 Minuten, im Rückspiel aber nur die letzten 12 Minuten. Im Achtelfinale gegen Swesda 2005 Perm saß sie beim 5:0-Heimsieg nur auf der Bank, die 0:3-Auswärtsniederlage erlebte sie nicht mit. Im Viertelfinale gegen Brøndby IF stand sie im Heimspiel, das mit 0:1 verloren wurde in der Startelf und spielte 75 Minuten. Beim 1:1 im Rückspiel wurde sie erst zwei Minuten vor Schluss eingewechselt.
Zum Jahreswechsel 2016/2017 schloss sie sich dem französischen Erstdivisionär HSC Montpellier an.
In ihrer ersten Saison in Frankreich wurde sie Vizemeister und erzielte in elf Spielen sieben Tore. Als Vizemeister war Montpellier für die UEFA Women’s Champions League 2017/18 qualifiziert, in der sie in sechs Spielen zum Einsatz kam und beim 3:2-Auswärtssieg gegen ACF Brescia im Achtelfinale ein Tor erzielte.
In der Division 1 Féminine 2017/18 wurde sie mit Montpellier Dritter und war mit 12 Toren viertbeste Ligatorschützin. Ende Januar 2019 kehrte sie zu Linköping zurück, nachdem sie in zwölf Ligaspielen sechs Tore erzielt hatte. Nach einem Jahr in Linköping wechselte sie zum Ligakonkurrenten Kopparbergs/Göteborg FC. Als Vizemeister der Damallsvenskan 2019 nahm ihre Mannschaft an der UEFA Women’s Champions League 2020/21 teil, scheiterte aber bereits im Sechzehntelfinale nach zwei Niederlagen an Manchester City.
Zu Beginn des Jahres 2022 wechselte sie zum FC Arsenal. Beim Champions League Sieg über den FC Barcelona im Mai 2025 erzielte Blackstenius den entscheidenden Treffer für Arsenal.

### Nationalmannschaft
Blackstenius debütierte 2012 in der schwedischen U-17-Nationalmannschaft und nahm mit dieser unter anderem an der U17-Europameisterschaft 2013 teil, wo Schweden erst im Finale mit 0:1 am Außenseiter Polen scheiterte. Im selben Jahr absolvierte sie auch ihr erstes Spiel in der schwedischen U19-Nationalmannschaft, mit der sie bei der U19-Europameisterschaft 2014 bereits in der Vorrunde ausschied, jedoch mit zwölf Treffern beste Torschützin des Gesamtwettbewerbes inklusive Qualifikation war. 2015 wurde Blackstenius mit der schwedischen U19-Auswahl Europameisterin und sicherte sich mit sechs Toren (zwei davon im Finale) in der Endrunde auch die Torjägerkrone.
Am 27. Oktober 2015 debütierte sie gegen Dänemark in der schwedischen A-Nationalmannschaft. Am 8. April 2016 erzielte sie beim EM-Qualifikationsspiel gegen die Slowakei ebenso wie Emilia Appelqvist ihr erstes Länderspieltor.
Da es vier europäische Mannschaften gab, die im Achtelfinale der WM 2015 ausgeschieden waren, wurde zur Ermittlung des dritten europäischen Olympiateilnehmers ein Qualifikationsturnier angesetzt. Blackstenius wurde in den Spielen gegen die Niederlande und die Schweiz jeweils eingewechselt. Beim dritten Spiel gegen Norwegen, durch das sich die Schwedinnen für die Olympischen Spiele in Rio de Janeiro qualifizierten, saß sie nur auf der Bank. Dort wurde sie im ersten Gruppenspiel gegen Südafrika in der 69. Minute eingewechselt. Der nächste Einsatz erfolgte im Viertelfinale gegen die USA, wo sie bereits nach 18 Minuten eingewechselt wurde und in der 61. Minute das 1:0 erzielte. Da den US-Amerikanerinnen noch der Ausgleich gelang und die Verlängerung torlos blieb, kam es zum Elfmeterschießen, das die Schwedinnen gewannen, wobei sie nicht zu den Schützinnen gehörte. Im Halbfinale gegen Gastgeber Brasilien stand sie dann erstmals in der Startelf, wurde aber nach einer Stunde ausgewechselt. Auch hier musste das Elfmeterschießen entscheiden und wieder hatten die Schwedinnen die besseren Schützinnen. Im Finale gegen Deutschland wurde sie in der 55. Minute beim Stand von 0:2 eingewechselt und konnte elf Minuten später den Anschlusstreffer zum 1:2-Endstand erzielen. Mit ihren zwei Toren war sie beste schwedische Torschützin.
Im November 2016 nahm sie mit der U-20-Mannschaft an der U-20-WM in Papua-Neuguinea teil. Nach einer 0:2-Niederlage gegen den späteren Weltmeister Nordkorea gewannen sie gegen die Gastgeberinnen mit 6:0, wobei sie die ersten vier Tore erzielte. Im letzten Spiel gegen Brasilien, das gegen Nordkorea ebenfalls verloren hatte, mussten sie gewinnen, um das Viertelfinale zu erreichen, da die Brasilianerinnen mit 9:0 gegen Papua-Neuguinea gewonnen hatte. Blackstenius brachte ihre Mannschaft zwar in der 14. Minute in Führung, aber die Brasilianerinnen konnten noch ausgleichen und zogen aufgrund der besseren Tordifferenz ins Viertelfinale. Mit ihren fünf Toren belegte Blackstenius den dritten Platz in der Torschützinnenliste hinter zwei Spielerinnen mit ebenfalls je fünf Toren, aber mehr Vorlagen.

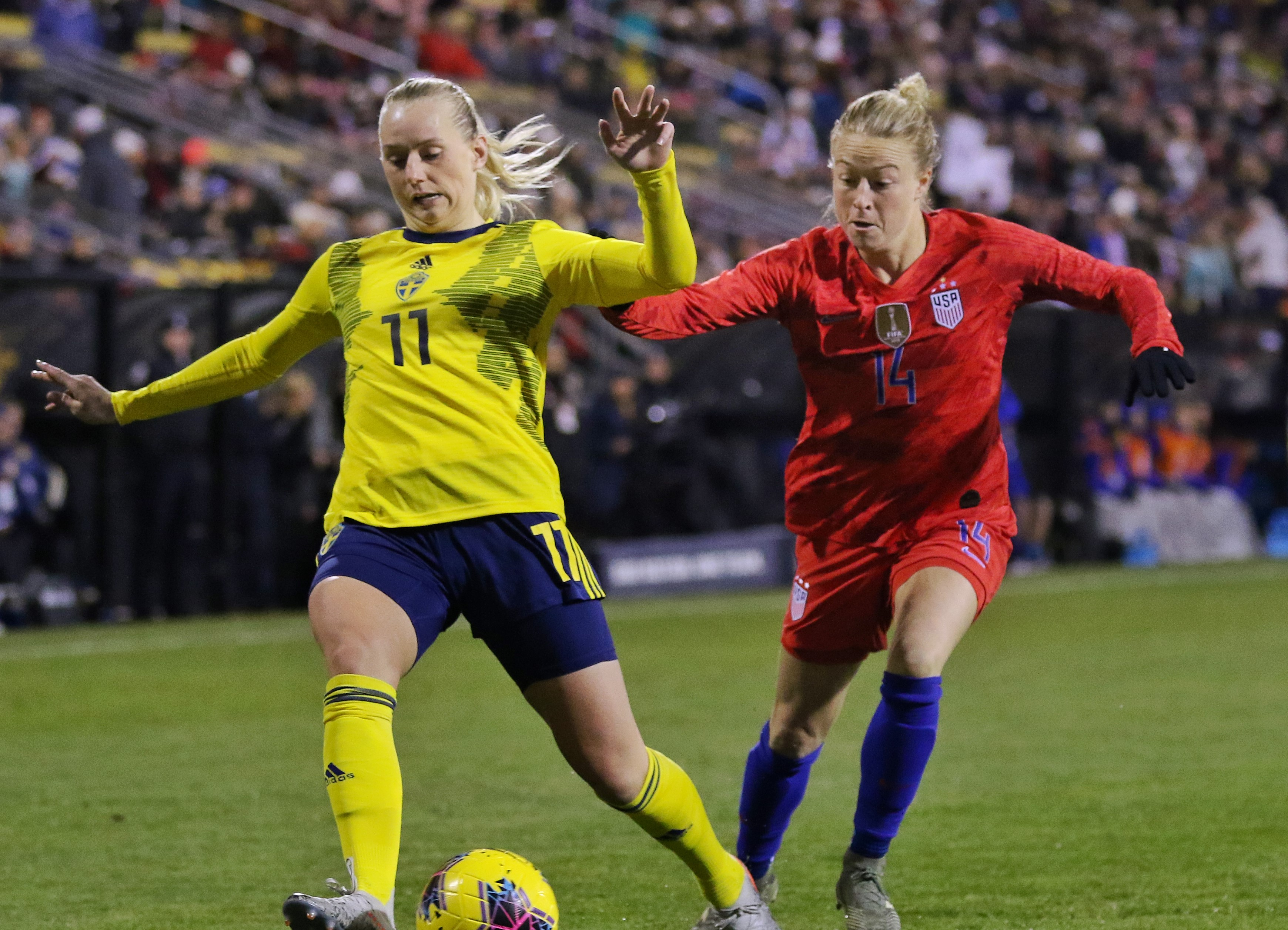
Stina Blackstenius für Schweden gegen die USA (2019)

In der Qualifikation für die EM 2017 wurde sie nur in fünf Spielen eingesetzt. Schweden qualifizierte sich als Gruppensieger im vorletzten Spiel. Bei der EM wurde sie in den vier Spielen eingesetzt, schied aber im Viertelfinale gegen den Gastgeber und späteren Sieger Niederlande aus. Mit zwei Toren war sie auch hier – zusammen mit Lotta Schelin – beste Torschützin der Schwedinnen.
In der Qualifikation für die WM 2019 wurde sie in allen sieben ausgetragenen Spielen eingesetzt und war mit drei Toren zweitbeste schwedische Torschützin. Bei der WM wurde sie in sechs Spielen eingesetzt, nur beim Gruppenspiel gegen Thailand saß sie nur auf der Bank. Als Gruppenzweite erreichten sie die K.-o.-Runde, wo sie im Achtelfinale das Tor zum 1:0-Sieg gegen Kanada erzielte. Im Viertelfinale gewannen die Schwedinnen nach 24 Jahren wieder ein Pflichtspiel gegen die deutsche Mannschaft und qualifizierten sich damit für die Olympischen Spiele 2020. Blackstenius erzielte dabei den 2:1-Siegtreffer. Im Halbfinale unterlagen sie Europameister Niederlande nach Verlängerung, konnten dann aber das Spiel um Platz 3 gegen England gewinnen.
Sie wurde auch für die wegen der COVID-19-Pandemie um ein Jahr verschobenen Olympischen Spiele 2020 nominiert. Bei den Spielen wurde sie nur im dritten Gruppenspiel gegen Neuseeland, bei dem einige Stammspielerinnen nach den beiden vorherigen Siegen geschont wurden, nicht eingesetzt. Im ersten Gruppenspiel gegen die USA, die zuvor 44 Spiele nicht verloren hatte, trug sie die ersten beiden Tore zum 3:0-Sieg ihrer Mannschaft bei. Beim 4:2-Sieg gegen Australien erzielte sie da letzte Tor. Auch zum 3:1-Sieg im Viertelfinale gegen die Gastgeberinnen trug sie ein Tor bei. Im Finale gegen Kanada brachte sie ihre Mannschaft mit 1:0 in Führung. Es war ihr insgesamt siebtes Tor bei Olympischen Spielen, womit sie Lotta Schelin als schwedische Olympiarekordtorschützin ablöste. Da den Kanadierinnen aber der Ausgleich gelang und danach kein weiteres Tor fiel, kam es zum Elfmeterschießen, in dem sie nicht mehr mitwirken konnte, da sie zur zweiten Halbzeit der Verlängerung ausgewechselt wurde. Weil vier Schwedinnen verschossen, sprang für die Schwedinnen wie 2016 „nur“ die Silbermedaille heraus.
In der erfolgreichen Qualifikation für die WM 2023 wurde sie in sechs Spielen eingesetzt und erzielte drei Tore. Bei der EM-Endrunde in England, die wegen der COVID-19-Pandemie auch um ein Jahr verschoben wurde, wurde sie in den fünf Spielen ihrer Mannschaft eingesetzt und erzielte dabei ein Tor. Mit einer 0:4-Niederlage gegen Gastgeber England schieden die Schwedinnen im Halbfinale aus.
Sie wurde für die WM-Endrunde 2023 nominiert, kam in jedem der sieben Spiele ihres Teams zum Einsatz und verpasste mit ihrer Mannschaft durch eine 1:2-Niederlage im Halbfinale gegen die Spanierinnen das Finale. Durch einen 2:0-Sieg im Spiel um Platz 3 über die Nationalmannschaft Australiens gewann sie die Bronzemedaille. Sie erzielte ein Tor während des Turniers zum 3:0-Zwischenstand beim 5:0-Sieg im zweiten Gruppenspiel gegen Italien.
Am 27. Oktober 2023 bestritt sie beim 1:0-Sieg gegen die Schweiz in der Nations League als 25. Schwedin ihr 100. Länderspiel.
Am 11. Juni 2025 wurde sie für die EM-Endrunde nominiert. Sie kam in den vier Spielen ihrer Mannschaft zum Einsatz und erzielte dabei drei Tore. Im durch Elfmeterschießen gegen Titelverteidiger England verlorenen Viertelfinale war sie drei Minuten vor dem Elfmeterschießen ausgewechselt worden. In diesem Spiel hatte sie in der 25. Minute das Tor zum 2:0 für ihre Mannschaft erzielt, die Führung hielt aber nur bis zur 81. Minute.

## Erfolge

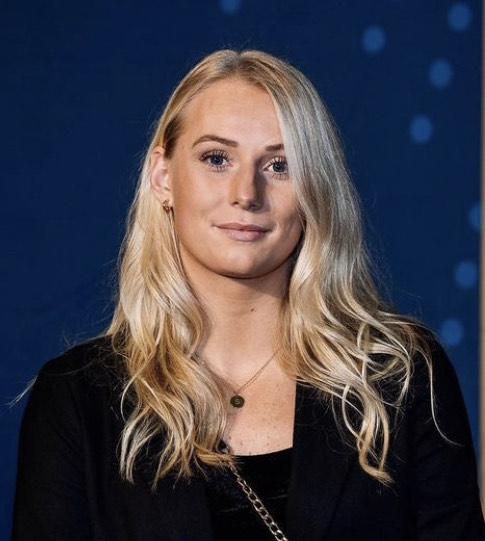
Stina Blackstenius (2019)

- 2013/14, 2014/15: Schwedische Pokalsiegerin (Linköpings FC)
- 2015: U-19-Europameisterin
- 2015: Torschützenkönigin der U-19-Europameisterschaft
- 2016: Schwedische Meisterin mit Linköping
- 2016: Silbermedaille bei den Olympischen Spielen
- 2018: Algarve-Cup-Sieg (zusammen mit den Niederlanden[8])
- 2019: Dritte der Weltmeisterschaft
- 2020: Schwedische Meisterin mit Göteborg
- 2020/21: Schwedische Pokalsiegerin (BK Häcken, Finaltorschützin)
- 2021: Silbermedaille bei den Olympischen Spielen
- 2022/2023, 2023/2024: Englische Ligapokalsiegerin (Arsenal Women FC), Finaltorschützin 2023 und 2024, Torschützenkönigin 2024
- 2025: UEFA-Women’s-Champions-League-Siegerin mit Arsenal

## Sonstiges
Ihre Halbschwester Nina Koppang läuft für die schwedische Frauen-Handballnationalmannschaft auf.